# Nami Otake
Nami Otake (大竹 七未, 30 de juliol de 1974) és una exfutbolista japonesa.

## Selecció del Japó
Va debutar amb la selecció del Japó el 1994. Va disputar 46 partits amb la selecció del Japó. Ha disputat Copa del Món de 1995, 1999 i Jocs Olímpics d'estiu de 1996.

## Estadístiques
| Selecció del Japó | Selecció del Japó | Selecció del Japó |
| Anys              | Partits           | Gols              |
| ----------------- | ----------------- | ----------------- |
| 1994              | 6                 | 3                 |
| 1995              | 8                 | 4                 |
| 1996              | 7                 | 0                 |
| 1997              | 6                 | 6                 |
| 1998              | 9                 | 5                 |
| 1999              | 10                | 11                |
| Total             | 46                | 29                |